# سنجاقک بال-زرد
سنجاقک بال زرد (Sympetrum flaveolum) آسیابکی است که در اروپا و اواسط و شمال چین یافت می‌شود. اگرچه در بریتانیا ساکن نیست، اما گهگاه به تعداد زیادی به آنجا مهاجرت می‌کند. برای نمونه «سال‌های تهاجم» در سال‌های ۱۹۰۶، ۱۹۲۶، ۱۹۴۵، ۱۹۵۳ و ۱۹۹۵ رخ داد.
در بیشتر این نوع سنجاقک‌ها تقریباً نرها بدن قرمز دارند و در هر دو جنس مقادیر زیادی رنگ زرد زعفرانی در ناحیه پایه هر بال، به ویژه در بال‌های عقبی، قابل توجه است. سایر گونه‌ها به ویژه در ماده‌ها، ممکن است رنگ زرد نارنجی محدودی در نزدیکی پایه‌های بال‌ها داشته باشند، اما هرگز به اندازه گونه غالب گسترده نیست.
سنجاقک بال زرد زمانی که در یک مکان مستقر می‌شود پروازهای بسیار کوتاهی انجام می‌دهد و اغلب روی پوشش گیاهی کاملاً کم ارتفاع قرار می‌گیرد.
در جنوب اروپا، گونه‌های این سنجاقک در دریاچه‌های الیگوتروفیک با پوشش گیاهی غوطه ور، در ارتفاعات بالا زندگی می‌کنند. دما و پوشش گیاهی این زیستگاه‌ها احتمالاً توسط تغییرات آب و هوایی تغییر می‌کند. این گونه به عنوان یک شکارچی نقش مهمی در شبکه‌های غذایی دریاچه‌های مرتفع دارد. ناپدید شدن آن‌ها منجر به تغییراتی در شبکه‌های غذایی می‌شود.